# Christopher Poulain
Pour les articles homonymes, voir Poulain (homonymie).
Pas d'image ? Cliquez ici

a Compétitions nationales et continentales officielles uniquement.

Dernière mise à jour le 29 novembre 2013.
Christopher Poulain, né le 25 juin 1987 à Creutzwald, est un joueur français de rugby à XV qui évolue au poste de pilier. Formé en Moselle, il se fait connaître en tant que joueur de l'US Dax au sein de laquelle il évolue pendant sept ans. Blessé grièvement aux cervicales en 2011, il met un terme prématuré à sa carrière à l'âge de 26 ans après une nouvelle indisponibilité physique.

## Biographie
Natif de la Moselle, Christopher Poulain débute tardivement le rugby à l'âge de 16 ans au sein du RC naborien, club de la ville de Saint-Avold et évolue en première ligne, hésitant entre les postes de pilier et de talonneur. Après une saison au RC Metz alors en Fédérale 3, il intègre l'US Dax au niveau Reichel. Il signe en 2008 en tant qu'espoir après un passage au centre de formation avec l'équipe première, et dispute quasiment l'intégralité de la saison 2009-2010 en Pro D2 alors sous les ordres de Thomas Lièvremont, exercice à l'issue duquel il prolonge pour deux ans.
Promu sous contrat professionnel au terme de cet exercice, il renoue avec le poste de talonneur comme à ses débuts pour pallier les justesses de l'effectif. En novembre 2011, à l'occasion du derby landais, il est gravement blessé aux cervicales lors d'une mêlée effondrée et est éloigné du terrain pour le reste de la saison. Il quitte alors l'US Dax et paraphe un contrat de deux ans avec le CS Bourgoin-Jallieu,, finalement rompu à la suite du dépôt de bilan du club isérois, et rejoint finalement le Saint-Médard RC en Fédérale 1. Il retrouve le rugby professionnel l'année suivante avec l'US bressane en Pro D2, mais ne dispute que cinq matchs avant une nouvelle blessure aux cervicales lors du match chez le Stade rochelais au mois d'octobre. Suivant les recommandations médicales, Poulain met un terme à sa carrière le 29 novembre 2013, à l'âge de 26 ans.
Après sa carrière de joueur, il entraîne des équipes de jeunes, comme l'équipe réserve des cadets de l'AS Mérignac en 2014-2015.
Poulain se reconvertit ensuite et travaille dans le domaine du vin : il devient ainsi maître de chai à Lalande-de-Pomerol.